# Izraelci
Izraelci jsou občané moderního Státu Izrael. Rodilí Izraelci židovského původu se označují jako sabrové.

## Izraelská národnost
Aktivisté hnutí „Jsem Izraelec“ (I am Israeli) dlouhodobě usilují o uznání izraelské národnosti a odvolávají se na deklaraci nezávislosti Izraele, která zaručuje rovnoprávnost všech občanů bez ohledu na původ či náboženské vyznání. Nejvyšší soud Státu Izrael však v roce 2013 rozhodl, že neexistuje „izraelská národnost“, ale pouze Židé nebo Arabové.

## Populace

### Demografie

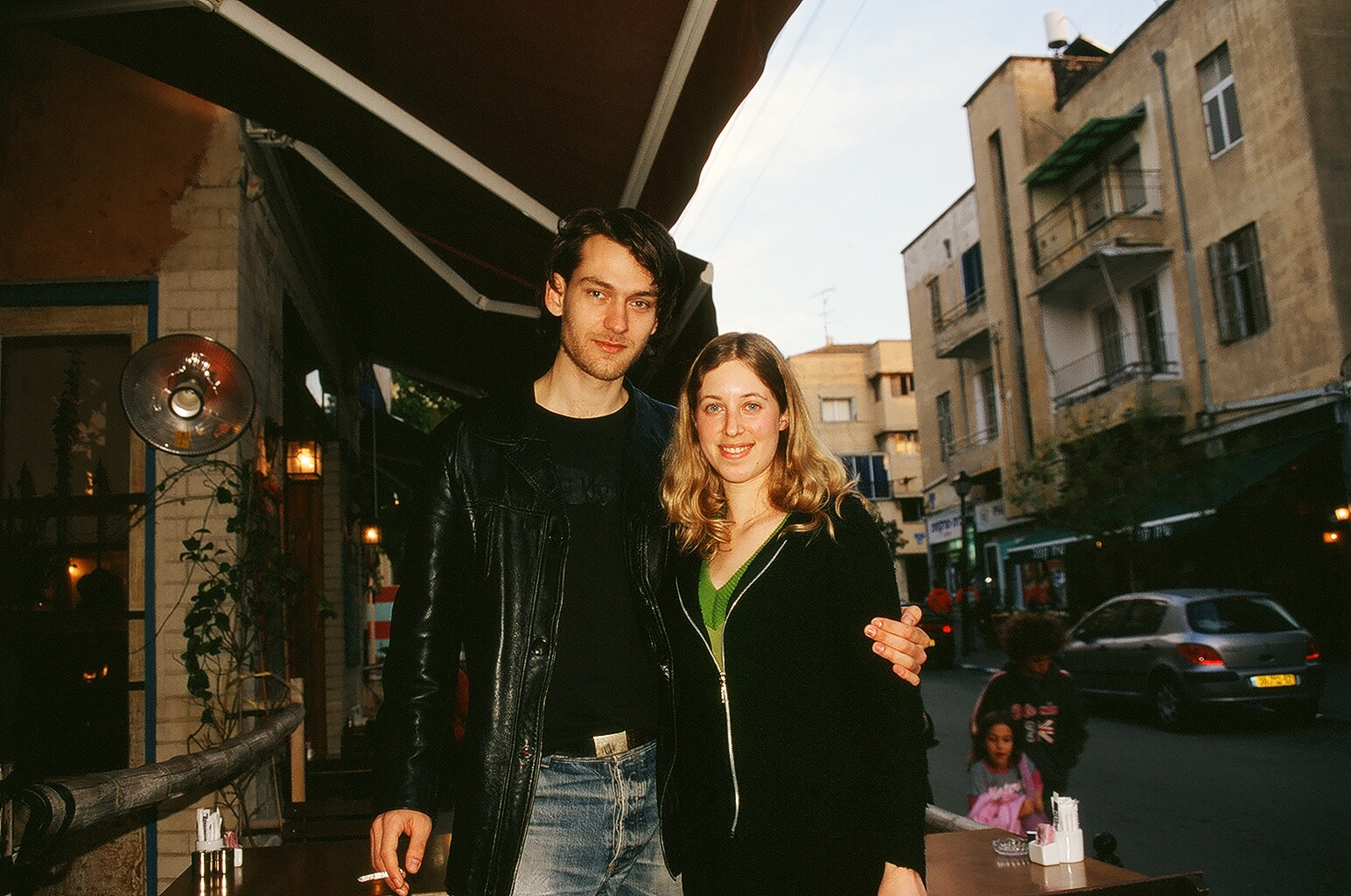
Izraelci v ulicích

K roku 2007 měl Izrael 7 262 670 obyvatel. Z toho 260 tisíc Izraelců žilo na Západním břehu Jordánu, ve městech jako Ma'ale Adumim a Ariel, a osadách, které se datují před založení Izraele, a které byly obnoveny po Šestidenní válce, jako Hebron a Guš Ecion. 18 tisíc osadníku žije na Golanských výšinách. V roce 2006 žilo 250 tisíc Izraelců ve východním Jeruzalémě. Celkový počet izraelských osadníků je přes 500 tisíc (6,5% izraelské populace). Přibližně 7 800 Izraelců žilo v osadách v Pásmu Gazy, než byli evakuováni v souladu s plánem na jednostranné stažení.
Izrael má dva úřední jazyky; hebrejštinu a arabštinu. Hebrejština je hlavní a primární jazyk státu a hovoří jí většina populace. Arabština je užívána arabskou minoritou a některými členy židovské komunity Mizrahi. Angličtina se vyučuje ve školách a většina populace ji používá jako druhý jazyk. Další jazyky jimiž se hovoří v Izraeli jsou ruština, jidiš, ladino, amharština, rumunština, polština a francouzština. V televizích lze vidět populární americké a evropské zábavní pořady. Noviny lze nalézt ve všech výše uvedených jazycích tak jako jiné, například perské.
Největší komunity Izraelců mimo Izrael se nalézající v Los Angeles a Kalifornii.

### Kultura v Izraeli

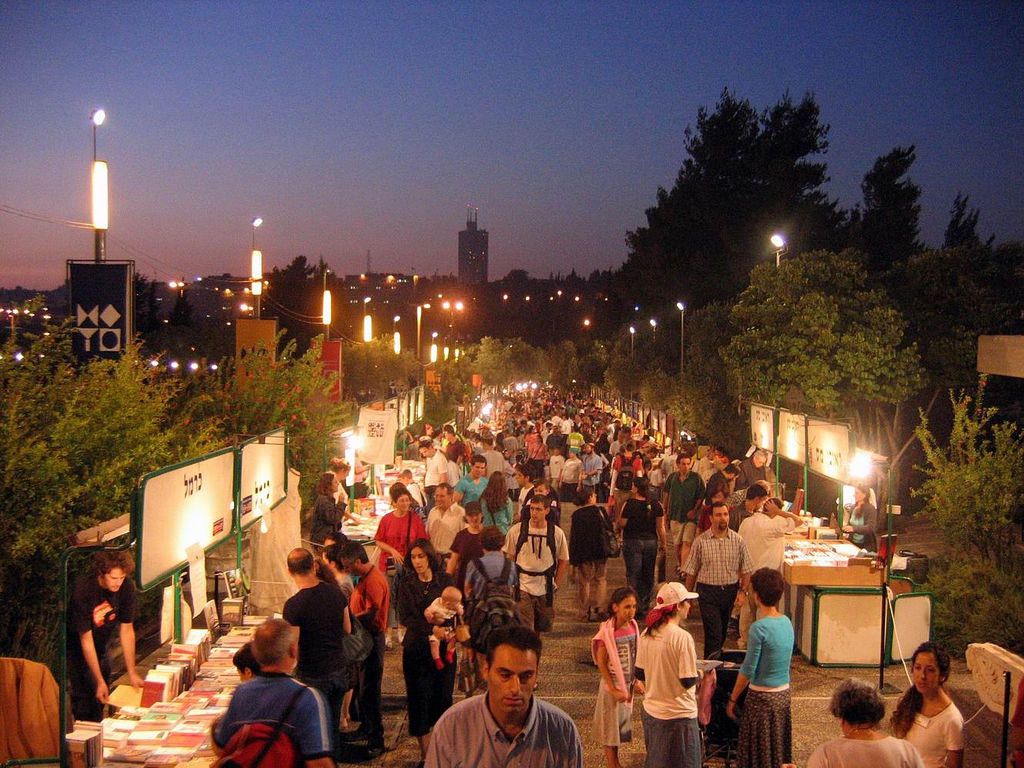
Týden hebrejských knih v roce 2005 v Jeruzalémě

Haifa, Tel Aviv a Jeruzalém jsou kulturní centra známé pro svá muzea umění a mnoho měst a kibuců má malá velmi kvalitní muzea. Izraelská hudba je velmi rozmanitá a kombinuje prvky západní i východní hudby. Má sklony být velmi vybíravá a obsahuje velkou šklálu vlivů z diaspory a více moderních kulturních prvků: chasidské písně, asijský a arabský pop, zejména od jemeniských zpěváků a izraelský hip hop nebo heavy metal. Populární jsou také folkové tance, které jsou kulturním dědictvím mnoha skupin imigrantů. Existují tu také vzkvétající moderní tance.

### Náboženství v Izraeli
Podle Izraelského statistického úřadu jsou zhruba tři čtvrtiny populace (76,1 %) židé. Zhruba 68 % izraelských židů se narodilo v Izraeli, 22 % jsou imigranti z Evropy a Ameriky a 10 % jsou imigranti z Asie a Afriky (včetně Arabského světa). Náboženské rozdělení izraelských židů je velmi široké: 8 % se označuje jako charedim a 20 % se označuje za sekulární židy. Většina izraelských židů, 55 % se označuje jako tradiční. Zbývajících 17 % se označuje jako ortodoxní.
Muslimové představují se svými 16,2 % izraelské populace největší náboženskou minoritu. Izraelští Arabové, kteří představují 19,8 % populace tomuto číslu významně přispívají, jelikož více než čtyři pětiny (82,6 %) z nich jsou muslimové. Ze zbývajících izraelských Arabů je 8,8 % křesťanů a 8,4 % Drúzů. Izraelští křesťané se mohou od roku 2014 v úředních dokumentech označit za Aramejce, nikoliv za Araby, jak tomu bylo do roku 2014.
Členové jiných náboženských skupin, včetně buddhistů a hinduisté, představují malé číslo.